# Raveniola
Genre
Raveniola est un genre d'araignées mygalomorphes de la famille des Nemesiidae.

## Distribution
Les espèces de ce genre se rencontrent de la Turquie à la Chine.

## Liste des espèces
Selon World Spider Catalog (version 26, 04/04/2025) :
- Raveniola adjarica Zonstein, Kunt & Yağmur, 2018
- Raveniola afghana Zonstein, 2024
- Raveniola alajensis Zonstein, 2024
- Raveniola alpina Li & Zonstein, 2015
- Raveniola ambardzumyani Marusik & Zonstein, 2021
- Raveniola anadolu Zonstein, Kunt & Yağmur, 2018
- Raveniola arthuri Kunt & Yağmur, 2010
- Raveniola azerbajdzhanica Nuruyeva, Zamani & Snegovaya, 2024
- Raveniola beelzebub Lin & Li, 2020
- Raveniola bellula Li & Zonstein, 2015
- Raveniola birecikensis Zonstein, Kunt & Yağmur, 2018
- Raveniola caudata Zonstein, 2009
- Raveniola chayi Li & Zonstein, 2015
- Raveniola concolor Zonstein, 2000
- Raveniola cucullata Zonstein, 2024
- Raveniola diluta Zonstein, 2024
- Raveniola dolosa Zonstein, 2024
- Raveniola dunini Zonstein, Kunt & Yağmur, 2018
- Raveniola farkhor Zamani & Fomichev, 2025
- Raveniola fedotovi (Charitonov, 1946)
- Raveniola ferghanensis (Zonstein, 1984)
- Raveniola fuzhouensis Zhou, 2025
- Raveniola gracilis Li & Zonstein, 2015
- Raveniola guangxi (Raven & Schwendinger, 1995)
- Raveniola guseinovi Nuruyeva, Zamani & Snegovaya, 2024
- Raveniola hebeinica Zhu, F. Zhang & J. X. Zhang, 1999
- Raveniola hirta Zonstein, 2024
- Raveniola hyrcanica Dunin, 1988
- Raveniola ignobilis Zonstein, 2024
- Raveniola inopinata Zonstein, 2024
- Raveniola insolita Zonstein, 2024
- Raveniola jundai Lin & Li, 2022
- Raveniola karategensis Zonstein, 2024
- Raveniola kirgizica Zonstein, 2024
- Raveniola kopetdaghensis (Fet, 1984)
- Raveniola lamia Yu & Zhang, 2021
- Raveniola marusiki Zonstein, Kunt & Yağmur, 2018
- Raveniola mazandaranica Marusik, Zamani & Mirshamsi, 2014
- Raveniola micropa (Ausserer, 1871)
- Raveniola mikhailovi Zonstein, 2021
- Raveniola montana Zonstein & Marusik, 2012
- Raveniola nana Zonstein, Kunt & Yağmur, 2018
- Raveniola nenilini Zonstein, 2024
- Raveniola niedermeyeri (Brignoli, 1972)
- Raveniola ornata Zonstein, 2024
- Raveniola ornatula Zonstein, 2024
- Raveniola ovchinnikovi Zonstein, 2024
- Raveniola pallens Zonstein, 2024
- Raveniola pamira Zonstein, 2024
- Raveniola pontica (Spassky, 1937)
- Raveniola redikorzevi (Spassky, 1937)
- Raveniola reuteri Zonstein & Marusik, 2025
- Raveniola rugosa Li & Zonstein, 2015
- Raveniola shangrila Zonstein & Marusik, 2012
- Raveniola shixiu Lin, Wang & Li, 2024
- Raveniola sinani Zonstein, Kunt & Yağmur, 2018
- Raveniola songi Zonstein & Marusik, 2012
- Raveniola sororcula Zonstein, 2024
- Raveniola spirula Li & Zonstein, 2015
- Raveniola tarabaevi Zonstein, 2024
- Raveniola turcica Zonstein, Kunt & Yağmur, 2018
- Raveniola virgata (Simon, 1891)
- Raveniola vonwicki Zonstein, 2000
- Raveniola vulpina Zonstein, 2024
- Raveniola xiezhen Lin, Wang & Li, 2024
- Raveniola xizangensis (Hu & Li, 1987)
- Raveniola yajiangensis Li & Zonstein, 2015
- Raveniola yalong Zonstein & Marusik, 2025
- Raveniola yangren Lin & Li, 2022
- Raveniola yunnanensis Zonstein & Marusik, 2012
- Raveniola zaitzevi (Charitonov, 1948)
- Raveniola zonsteini Zamani & Fomichev, 2025
- Raveniola zyuzini Zonstein, 2024

## Systématique et taxinomie
Ce genre a été décrit par Zonstein en 1987 dans les Nemesiidae.

## Étymologie
Ce genre est nommé en l'honneur de Robert John Raven.

## Publication originale
- Zonstein, 1987 : « A new genus of mygalomorph spiders of the subfamily Nemesiinae (Aranei, Nemesiidae) in the Palaearctic fauna. » Zoologicheskii Zhurnal, vol. 66, no 7, p. 1013-1019 (ru).